# Превантивно задържане
Превантивното задържане или Превантивният арест (на немски: Schutzhaft) е практиката в Нацистка Германия за предварително задържане на опоненти на режима, идеологически врагове и други нежелани лица, които са изпращани и въдворявани в концентрационни лагери като временна мярка.
С въвеждането на превантивния арест, който намира правно основание в Указа на Райхпрезидента за защита на народа и държавата издаден от президента Паул фон Хинденбург, започва постепенен процес на фактическо суспендиране на съдебната власт в Германия посредством прехвърляне на правомощия на Гестапо и СС.
Превантивният арест се превръща във важен правен институт в Третия райх. По този начин, властта се опитва да изолира и неутрализира от въздействие върху народа и обществото като цяло на считаните от правителството за политически ненадеждни (социалдемократи и комунисти), както и на религиозни (Свидетели на Йехова), етнически (евреи), сексуални (ЛГБТ) „антисоциални елементи“.
До края на юли 1933 г. са превантивно задържани и изпратени в концентрационни лагери повече от 26 000 души.